# Bistum Havelberg

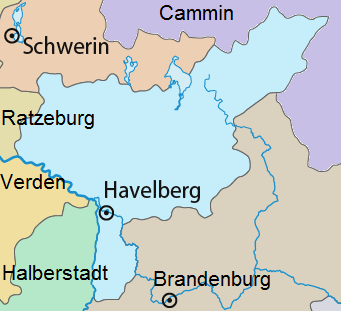
Bistum Havelberg

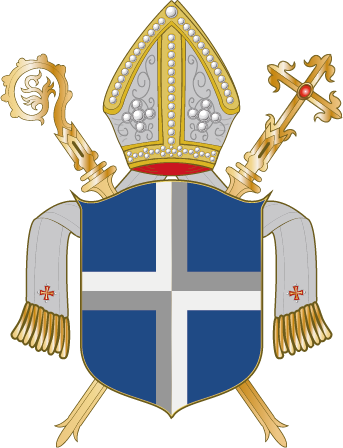
Wappen des Bistums Havelberg

Das Bistum Havelberg wurde angeblich im Jahre 948 durch König Otto I. begründet. Es unterstand als Suffragandiözese dem Erzbistum Magdeburg. Das Territorium des Hochstifts Havelberg wurde 1571 nach der Säkularisation vom Kurfürstentum Brandenburg vereinnahmt.

## Geschichte

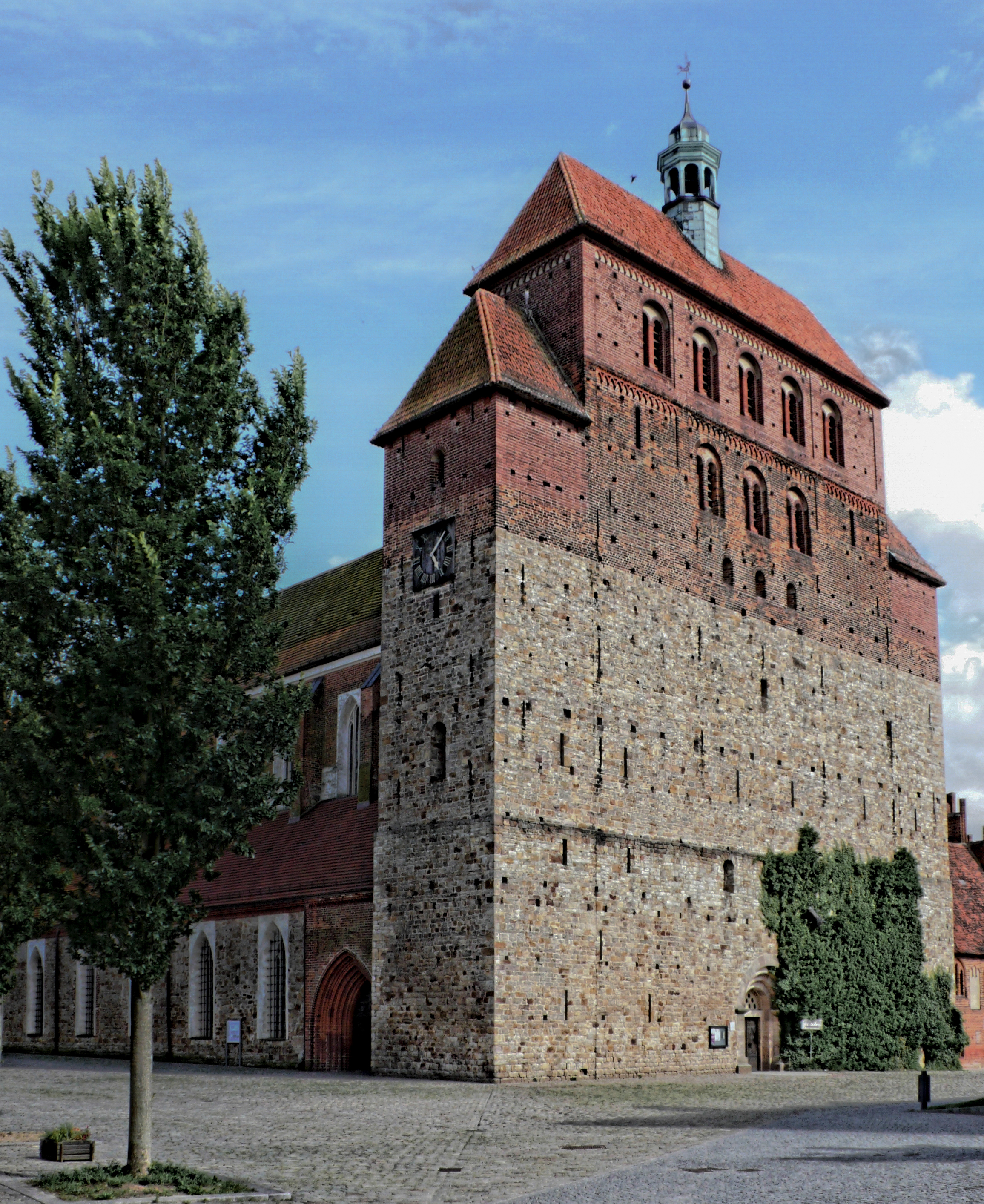
Havelberger Dom

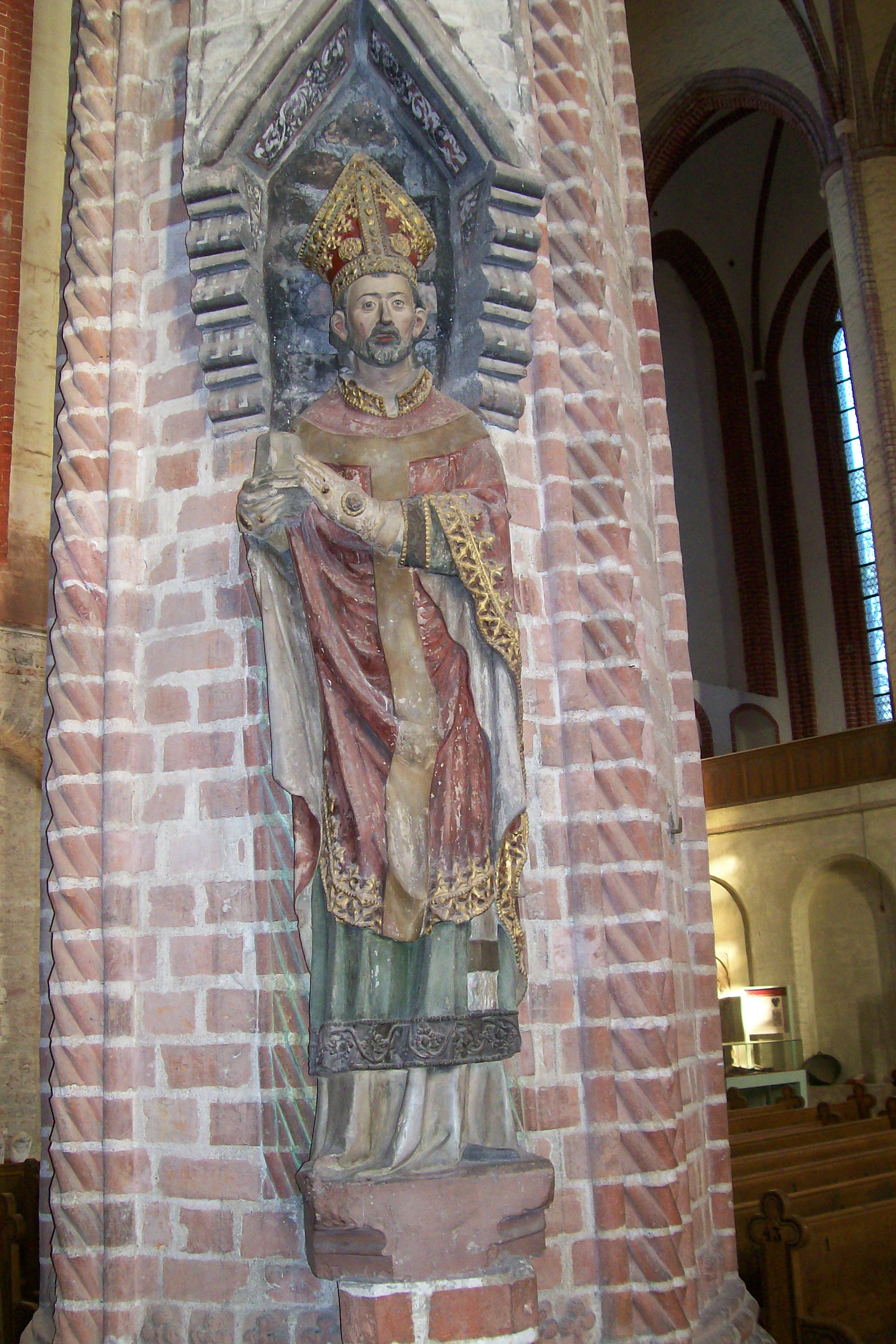
Statue des Bischofs Johann Wöpelitz (Amtszeit 1385–1401) in der Wunderblutkirche in Bad Wilsnack

Mit einem Sieg in der Schlacht bei Lenzen, etwa 50 Kilometer elbabwärts von Havelberg, gelang Heinrich I. (Ostfrankenreich) im Jahr 929 ein bedeutender Vorstoß in das Herrschaftsgebiet der slawischen Stämme. Heinrichs Sohn Otto I. setzte die Eroberung ostelbischer Gebiete fort und gründete die Bistümer Havelberg und Brandenburg zur Missionierung der örtlichen Bevölkerung. Die Bistumsgründung stellt gleichzeitig die erste Erwähnung Havelbergs dar. Schon 983 brach in der Region ein Aufstand slawischer Gruppen aus, in dessen Verlauf auch der Bischofssitz von Havelberg erobert wurde, sodass die Einflusssphäre der deutschen Könige auf die Westseite der Elbe zurückgedrängt wurde. Nun folgte eine erneute Periode slawischer Herrschaft in Havelberg.

### Hoch- und Spätmittelalter
Der Magdeburger Erzbischof Norbert von Xanten weihte 1129 einen Bischof für Havelberg, den bis heute berühmten Anselm von Havelberg, später Erzbischof von Ravenna. 1150 gründete Anselm ein aus Prämonstratensern bestehendes Domkapitel für sein Bistum. Bereits 1151 wurde das Besitztum des Bistums von dem des Bischofs getrennt. Das Kapitel gehörte der sächsischen Zirkarie des Prämonstratenserordens an. Der Dompropst war zugleich Archidiakon für Havelberg. Von den 20 bis 30 Domherren waren die Hälfte bis zwei Drittel adliger Abkunft, dies jedoch mit steigender Tendenz.
Die geistliche Strukturbildung des Bistums zog sich bis ins 13. Jahrhundert hinein. Die neun Archidiakonate wurden im Bistum Havelberg als Propsteien bezeichnet. Die bischöfliche Landesherrschaft im Hochstift war in vier Ämter gegliedert. Dazu gehörten die Gebiete um Wittstock und Dossow (Amt Wittstock mit 17 Dörfern), Bad Wilsnack und die Plattenburg (Amt Plattenburg mit zehn Dörfern), Schönhausen und Fischbeck (Amt Schönhausen mit diesen beiden Orten) sowie Fehrbellin (Amt Bellin mit drei Dörfern).
Wichtigster Wallfahrtsort des Bistums war Wilsnack in der Prignitz mit seiner Wunderblutkirche. Die bereits seit Jan Hus (um 1403) umstrittenen Blutwunderhostien führten zu ständigen Auseinandersetzungen zwischen der Suffragandiözese und dem Erzbistum Magdeburg.

### Reformation und Säkularisation
1506 beantragten Bischof und Kapitel eine Transmutation (Umwandlung) des Domkapitels, so dass es zu einem Säkularkanonikerstift wurde. 1514 wurde dem Kurfürsten von Brandenburg das Recht zur Ernennung des Dompropstes überlassen. 1522 verpflichtete sich das Kapitel, keine Bischofswahl ohne Einwilligung des Kurfürsten vorzunehmen.
Im Rahmen einer Visitation Martin Luthers wurde das Bistum bereits in der Zeit von 1540 bis 1545 reformiert. In den folgenden Jahren wählte das Domkapitel zu Bischöfen ausschließlich Söhne der Kurfürsten von Brandenburg. 1571 wurde das Bistum säkularisiert; das Territorium des Hochstifts wurde vom Kurfürstentum Brandenburg annektiert.
Im Zuge der Säkularisation wurde 1819 das evangelische Domkapitel aufgelöst.

## Residenz
Bei Havelberg residierten die Bischöfe auf der Plattenburg bei Wilsnack, bevorzugten jedoch von 1271 bis zum Tode des letzten katholischen Bischofs von Havelberg im Jahre 1548 die Alte Bischofsburg in der verkehrsgünstig gelegenen und gut befestigten Stadt Wittstock; so wurde Wittstock mit seiner Marienkirche eigentlicher Residenzort des Bischofs, während das Leben in Havelberg vom dort verbliebenen Domkapitel bestimmt wurde.